# Kerry GAA
Il Kerry County Board della Gaelic Athletic Association (GAA), più noto come Kerry GAA, è uno dei trentadue county boards della GAA in Irlanda ed è responsabile della diffusione, promozione ed organizzazione degli sport gaelici nella Contea di Kerry. Il county board è inoltre responsabile per la gestione delle rappresentative di contea, anch'esse chiamate Kerry GAA.
Il board fu fondato nel 1888. Il calcio gaelico è lo sport dominante nella contea tanto che sia le squadre maschili sia femminili sono considerate tra le più forti e competitive del panorama nazionale, fatto confortato dal numero di titoli vinti. La squadra senior di calcio gaelico è la più titolata d'Irlanda e ha partecipato a più finali All-Ireland di qualunque altra franchigia.
Nell'hurling la formazione non raggiunge i livelli eccelsi della compagine del football, ma la squadra è comunque tra quelle di prima fascia e generalmente compete per la Liam MacCarthy Cup. La squadra di camogie invece non partecipa alle competizioni senior principali.

## Calcio gaelico
Kerry è la contea più titolata d'Irlanda a livello di calcio gaelico, avendo vinto l'All-Ireland Senior Football Championship ben trentasette volte e la National Football League per diciannove volte, in entrambi i casi più di ogni altra contea. Un altro record riguarda il numero di finali disputate: Kerry è a quota cinquantasei, mentre la successiva squadra, Dublin GAA ne ha totalizzate " solo" trentasei. La squadra detiene un ulteriore record, ovvero quello di aver giocato con qualunque altra franchigia di calcio gaelico irlandese, trenta su trentuno, essendo Kilkenny l'unica rimasta da affrontare nella storia. 
Kerry costituisce un'anomalia nel Munster, provincia dove l'hurling è in genere più diffuso e praticato rispetto al calcio gaelico, se si esclude Cork, che è comunque una dual county. Questa fortissima tradizione della contea ha radici storiche nel caid, uno sport antico da cui è derivato il football gaelico, particolarmente praticato nei secoli precedenti nel Kerry.
La forte tradizione sportiva della contea è testimoniata anche da alcune famiglie importanti per la storia della franchigia che nelle varie generazioni si sono passate il testimone all'interno della squadra. La più famosa è prolifica è la famiglia Ó Sé: a partire dal "capostipite" Páidí, hanno avuto almeno un componente schierato in campo nelle ventidue finali All-Ireland nelle quali Kerry ha partecipato dal 1975 al 2014.

### Storia
L'antesignano del calcio gaelico, il caid, era molto popolare in questa contea e il suo derivato, codificato dalla GAA nel 1884, si diffuse rapidamente dopo la prima vittoria all'All-Ireland del 1903 contro Londra, raggiungendo un altissimo livello di popolarità che non è stato scalfito dal tempo. Del resto lo storico Commercials Club di Limerick, il primo che mise su carta le prime regole dello sport distava veramente a breve distanza dal Kerry.

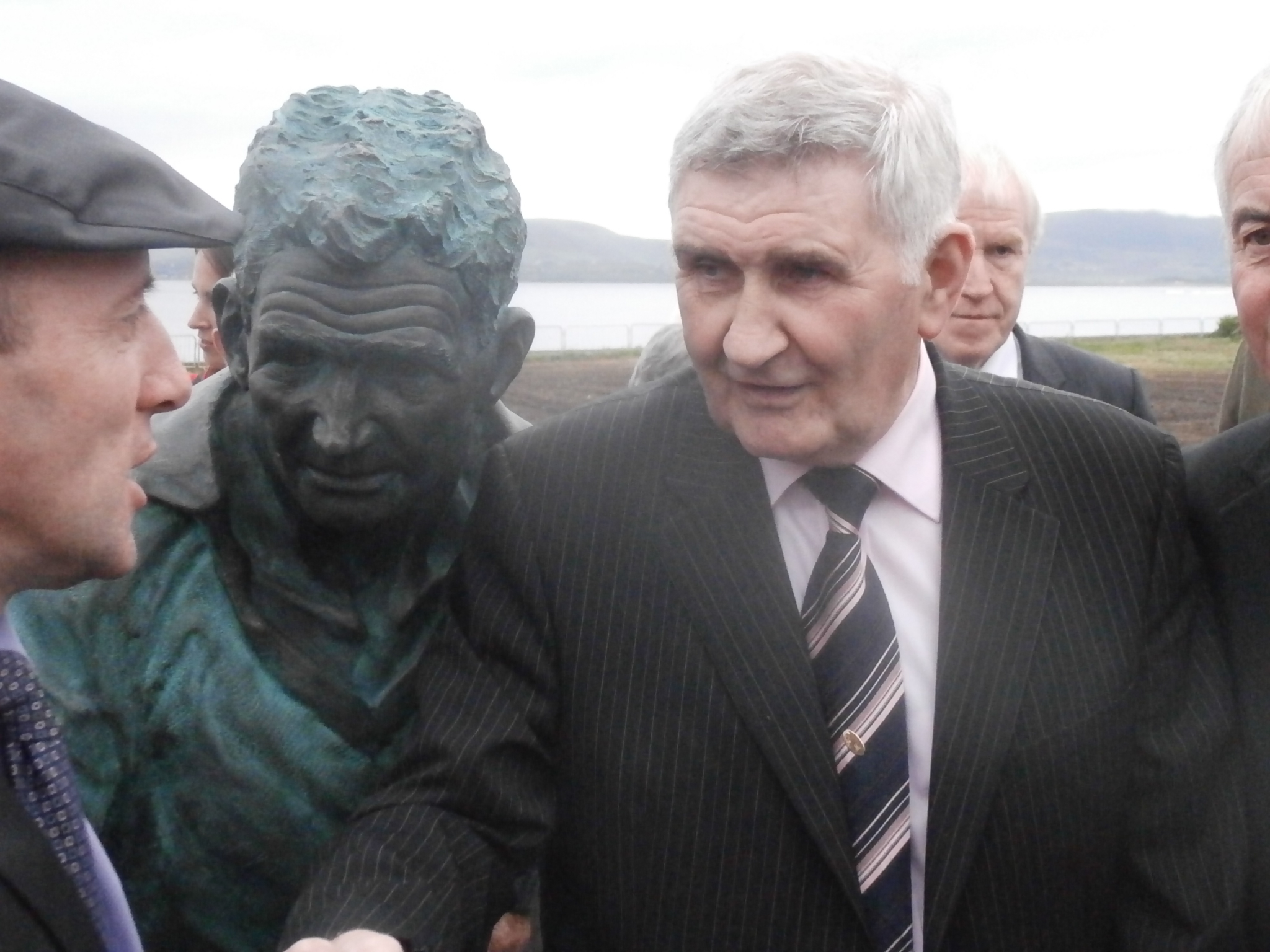
Mick O'Dwyer, qui alla cerimonia di inaugurazione della sua statua a Waterville, ha giocato nel Kerry tra il 1957 ed il 1973, diventandone poi selezionatore dal 1975 al 1989 e acquisendo la fama di manager migliore e più vincente della storia dello sport

Sin dalla sua creazione, la franchigia di Kerry ha dominato la scena nazionale, vincendo dalle prime edizioni in poi. Dopo i primi titoli del 1903 e 1904, si è fregiata di quello del 1909, 1913 e 1914. In meno di venti anni dalle prime competizioni di football nazionali, Kerry aveva in bacheca già sette titoli. A partire dagli anni venti e per trent'anni, ogni decennio la squadra ha saputo vincere almeno tre titoli. Gli anni trenta sono stati un periodo molto prolifico, in cui la squadra ha vinto ben cinque volte il trofeo, con quattro titoli vinti in successioni (1929-30-31-32).
L'unico decennio in cui Kerry ha vinto meno di tre titoli è stato quello degli anni sessanta, con comunque due competizioni vinte: quella del 1969 fu particolarmente importante perché diede il via alla generazione d'oro degli anni settanta e seguenti.
La squadra a cavallo degli anni settanta e ottanta è ritenuta da molti la squadra migliore di sempre e il suo allenatore, Myck O'Dwyer, il migliore della storia. In quegli anni Kerry partecipò a dodici finali su venti e vinse nove volte il trofeo, che, nella maggior parte delle altre occasioni, fu conquistato dagli acerrimi rivali di Dublino che potevano vantare un'altra delle formazioni più riconosciute della storia dello sport. 
Oltre alla doppietta del 1969-1970, Kerry riuscì a vincere tre titoli in fila tra il 1979, 1980 e 1981.
Nel 1982 parteciparono ad una delle finali All-Ireland più famose della storia, dove persero in pieno recupero subendo un controverso quanto spettacolare gol di Séamus Darby di Offaly. Offaly peraltro era stata la finalista anche dell'anno precedente. Kerry vinse in ogni caso qualche anno dopo nuovamente tre titoli consecutivi, nel 1984, 1985 e 1986 imponendosi come forza dominante anche degli anni ottanta e portando a casa metà delle vittorie nazionali.

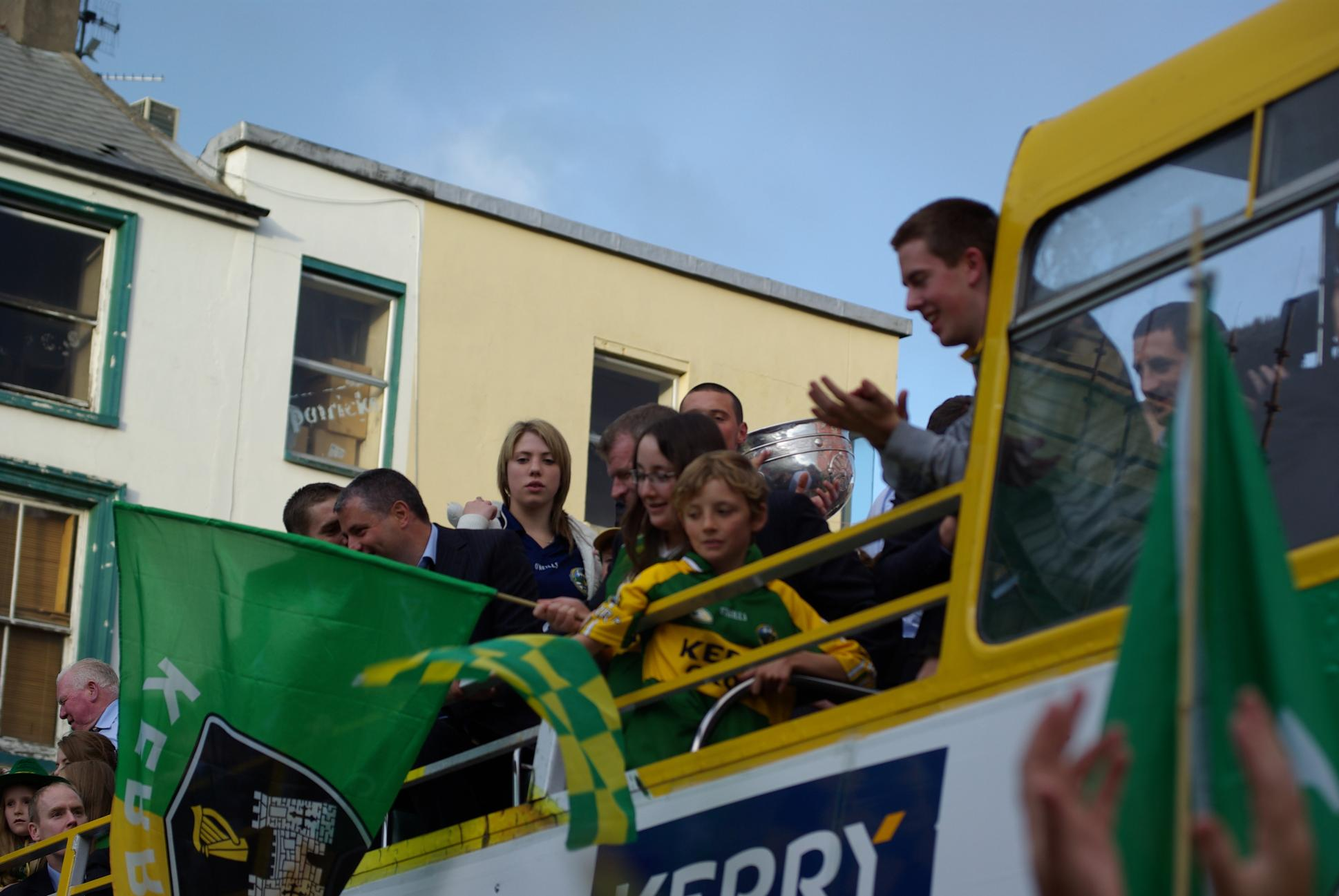
La squadra vincitrice del 2007 in parata a Tralee con la Sam Maguire

Dal 1986 iniziò un periodo di declino piuttosto lungo considerando la tradizione della franchigia, durato 11 anni e concluso con la vittoria del 1997 ai danni di Mayo in una finale vinta per un solo punto. Pur rimanendo l'unica vittoria degli anni novanta, quella del 1997 fu importante perché ridiede vigore e fiducia all'ambiente, di fatto favorendo la nascita di un nuovo periodo d'oro, culminato negli anni 2000. Kerry avrebbe partecipato a ben dieci finali (fino al 2011) vincendone sei, di cui cinque nel nuovo millennio. Nell 2007 la squadra fu la prima dopo Cork dal 1990 a vincere due titoli di fila e nel 2009 fu la terza franchigia a disputare sei finali di fila (l'ultimo caso riguardava Dublino tra il 1974 e il 1979).

Nel 2014 il Kerry, secondo alcuni opinionisti come Joe Brolly in declino ed alla fine di un ciclo, si impone nuovamente battendo in finale il Donegal dopo due emozionanti semifinali contro il Mayo. Il fatto fu sottolineato durante i festeggiamenti dal giocatore di Kerry, Kieran Donaghy, che con microfono aperto allo stadio, all'intervista dell'emittente RTÉ, fece notare in maniera provocatoria all'opinionista l'errore di valutazione.
Nel 2015 Kerry si aggiudica il torneo provinciale dopo un doppio scontro con i rivali di Cork e compie un arrembante percorso nelle fasi finali umiliando Kildare 7-16 a 0-10 e imponendosi senza troppe difficoltà contro la bestia nera Tyrone. In una finale segnata dal maltempo e da una prestazione opaca dei campioni uscenti, perdono contro Dublino per la seconda volta in cinque anni.

### Titoli
- All-Ireland Senior Football Championship: 37
  - 1903, 1904, 1909, 1913, 1914, 1924, 1926, 1929, 1930, 1931, 1932, 1937, 1939, 1940, 1941, 1946, 1953, 1955, 1959, 1962, 1969, 1970, 1975, 1978, 1979, 1980, 1981, 1984, 1985, 1986, 1997, 2000, 2004, 2006, 2007, 2009, 2014
- All-Ireland Under-21 Football Championship: 10
  - 1964, 1973, 1975, 1976, 1977, 1990, 1995, 1996, 1998, 2008
- All-Ireland Minor Football Championship: 11
  - 1931, 1932, 1933, 1946, 1950, 1962, 1963, 1975, 1980, 1988, 1994
- All-Ireland Junior Football Championship: 14
  - 1913, 1915, 1924, 1928, 1930, 1941, 1949, 1954, 1963, 1967, 1983, 1991, 1994, 2006
- All-Ireland Vocational Schools Championship: 9
  - 1973, 1977, 1978, 1986, 1987, 1990, 1992, 1993, 1997
- All-Ireland Senior Ladies' Football Championship: 11
  - 1976, 1982, 1983, 1984, 1985, 1986, 1987, 1988, 1989, 1990, 1993
- National Football League: 19
  - 1928, 1929, 1931, 1932, 1959, 1961, 1963, 1969, 1971, 1972, 1973, 1974, 1977, 1982, 1984, 1997, 2004, 2006, 2009
- National Football League Div 2: 1
  - 2002
- Munster Senior Football Championship: 79
  - 1892, 1903, 1904, 1905, 1908, 1909, 1910, 1912, 1913, 1914, 1915, 1919, 1923, 1924, 1925, 1926, 1927, 1929, 1930, 1931, 1932, 1933, 1934, 1936, 1937, 1938, 1939, 1940, 1941, 1942, 1944, 1946, 1947, 1948, 1950, 1951, 1953, 1954, 1955, 1958, 1959, 1960, 1961, 1962, 1963, 1964, 1965, 1968, 1969, 1970, 1972, 1975, 1976, 1977, 1978, 1979, 1980, 1981, 1982, 1984, 1985, 1986, 1991, 1996, 1997, 1998, 2000, 2001, 2003, 2004, 2005, 2007, 2010, 2011, 2013, 2014, 2015, 2016, 2017
- Munster Under-21 Football Championship: 25
  - 1962, 1964, 1966, 1967, 1968, 1972, 1973, 1975, 1976, 1977, 1978, 1983, 1987, 1988, 1990, 1991, 1992, 1993, 1995, 1996, 1997, 1998, 1999, 2002, 2008
- Munster Minor Football Championship: 41
  - 1931, 1932, 1933, 1936, 1937, 1938, 1940, 1941, 1945, 1946, 1947, 1948, 1949, 1950, 1951, 1954, 1957, 1958, 1962, 1963, 1965, 1970, 1975, 1978, 1979, 1980, 1982, 1988, 1989, 1990, 1994, 1996, 1997, 1998, 2001, 2002, 2003, 2004, 2006, 2008, 2009
- Munster Junior Football Championship: 38
  - 1913, 1914, 1915, 1924, 1926, 1927, 1928, 1930, 1931, 1934, 1936, 1938, 1941, 1946, 1947, 1949, 1954, 1956, 1958, 1959, 1960, 1961, 1963, 1965, 1967, 1968, 1969, 1983, 1985, 1991, 1994, 1995, 1997, 2000, 2002, 2003, 2006, 2008
- McGrath Cup: 2
  - 1996, 2010
- Railway Cup Football: 2
  - 1927 (solo giocatori di Kerry), 1931 (solo giocatori di Kerry)

## Hurling
Il primo titolo di Kerry ad un campionato All-Ireland avvenne paradossalmente nell'ambito dell'hurling nel 1891, sebbene allora giocassero club e non vere e proprie rappresentative ufficiali della contea (il club in questione era chiamato Kilmoyley club). Quello rimane l'unico titolo nella storia di Kerry e fu la prima volta che una squadra del Munster vinse nello stesso anno sia il titolo provinciale che quello nazionale. Kerry ha partecipato anche ad altre cinque finali nel Munster Senior Hurling Championship (nel 1889, 1890, 1892, 1900 e 1908) perdendole tutte. In tempi recenti i maggiori risultati di Kerry sono quelli del 1993, quando sconfisse a sorpresa la fortissima Waterford per 4-13, 3-13 e pareggiò contro la più forte rappresentativa irlandese a livello storico: Kilkenny. Nel 1995 sconfisse nella National Hurling League i campioni in carica di Clare. Nel 2003 addirittura andarono molto avanti nel torneo, uscendo al quarto turno e riuscendo per la prima volta a fare più partite della squadra di calcio gaelico.

### Titoli
- All-Ireland Senior Hurling Championships: 1
  - 1891
- All-Ireland Senior B Hurling Championships 3
  - 1976, 1983, 1986
- All Under 21 B Championships: 4
  - 2001, 2002, 2006, 2009
- All Ireland Minor B Hurling Championships: 5
  - 1997, 2000, 2001, 2006, 2009
- All-Ireland Junior Hurling Championships: 2
  - 1961, 1972
- National Hurling Leagues Div2:

2001
- Munster Senior Hurling Championships: 1
  - 1891
- Munster Junior Hurling Championships: 1
  - 1956
- Munster Intermediate Hurling Championships:2
  - 1970, 1973
- Leinster Minor B Hurling Championships: 2
  - 1987, 1988

## Colori e simboli
I colori tradizionali del Kerry sono verde ed oro sin dal 1903. Precedentemente, agli albori, la squadra aveva inizialmente optato per il verde e rosso, colori indossati fino alla finale All-Ireland del 1903. Nel replay della stessa vennero indossate per la prima volta divise verde-oro e a seguito della vittoria mai più cambiate. 
La divisa tradizionale è da sempre composta da una maglia verde con banda color oro orizzontale sul petto, pantaloncini bianchi e calzettoni verdi. Sono stati pochi i casi in cui questa combinazione cromatica non è stata rispettata, forse l'esempio più eclatante la finali del 1981 e 1982, anche per motivi di divise simili, dove il Kerry scese in campo la prima volta con una divisa tutta verde con maniche e spalle gialle, la seconda con la divisa classica ma senza banda gialla. 
Kerry ha avuto diversi fornitori tecnici: la partnership più lunga è con O'Neills, tuttora fornitore, intervallata per alcune annate da Millfield, oggi scomparsa e soprattutto Adidas. Gli anni con questi due fornitori hanno creato varie polemiche fra addetti e tifosi: in particolare le divise del primo fornitore, a causa del fallimento dello stesso, divennero facilmente irreperibili, mentre il passaggio al colosso tedesco portò l'ambiente sportivo a criticare la scelta, lucrativa per il board ma penalizzante per le aziende autoctone inserite in un mercato esclusivamente irlandese e di nicchia. Le stesse critiche erano state mosse qualche anno prima anche a Cork, anch'essa passata ad Adidas. Per attenuare le polemiche Adidas si appoggiò per la produzione ad un'azienda irlandese con cui già collaborava, la JA Hickley. La GAA fece rimostranze inizialmente anche sul logo della compagnia tedesca, che fu vietato inizialmente sulle maglie da gioco e poi permesso. La sponsorizzazione Adidas durò 3 anni (1998-2000).
Lo sponsor principale è stato da sempre 'Kerry Group', che costituisce una delle sponsorizzazioni più proficue e lunghe della storia della GAA.
Lo stemma del Kerry attuale è un logo moderno lanciato nel 2012 contenente alcuni degli elementi più tipici della contea: un cervo, una felce, una croce celtica, il monte Carrantuohill e un'imbarcazione vichinga. L'attuale stemma ne sostituisce un altro più complesso che era stato adottato nel 1988, uno dei primi nel panorama inter-counties che in genere portavano sul petto gli stemmi tradizionali delle contee e che richiamava simboli più celtici e irlandesi: un levriero irlandese, una torre circolare ed un'arpa celtica.